# Gare de Cervera
La gare de Cervera est une gare ferroviaire espagnole de la ligne de Lérida Pyrénées à L'Hospitalet de Llobregat (220) située sur le territoire de la commune de Cervera, dans la comarque de la Segarra, dans la province de Lérida, en Catalogne.
Elle est mise en service en 1860 par la Compañía del Ferrocarril de Zaragoza a Barcelona (ca). C'est une gare d'Administrador de infraestructuras ferroviarias (ADIF) desservie par les trains des lignes RL3 et RL4 de Rodalies de Catalunya.

## Situation ferroviaire
Établie à 557 mètres d'altitude, la gare de Cervera est située au point kilométrique (PK) 240,104 de la ligne de Lérida Pyrénées à L'Hospitalet de Llobregat, entre les gares ouvertes de Tàrrega et de Sant Guim de Freixenet,.

## Histoire
La gare a été ouverte au trafic le 30 mai 1860, avec l'ouverture du tronçon entre Lérida et Manresa de la ligne reliant Saragosse à Barcelone, par la Compañía del Ferrocarril de Zaragoza a Barcelona. 
Dans le but d’améliorer la connexion de la ligne avec d’autres réseaux et de renforcer sa situation financière, la compagnie décida, en 1864, de fusionner avec l’entreprise qui exploitait la ligne ferroviaire reliant Saragosse à Pampelune, donnant ainsi naissance à la Compañía de los Ferrocarriles de Zaragoza a Pamplona y Barcelona (ZPB).
Cette fusion dura jusqu’en 1878, lorsque la puissante Compañía de los Caminos de Hierro del Norte de España (CCHNE), qui cherchait à étendre ses activités à l’est de la péninsule, parvint à prendre le contrôle de la société.
Norte conserva la gestion de la gare jusqu’en 1941, année de la nationalisation des chemins de fer en Espagne, où toutes les compagnies existantes furent intégrées à la RENFE nouvellement créée.
Depuis le 31 décembre 2004, Renfe Operadora exploite la ligne, tandis qu’ADIF est propriétaire des installations ferroviaires.
Le vaste bâtiment voyageurs, de plan rectangulaire et de deux étages, est composé de trois parties de tailles similaires. Les deux façades sont ornées de deux frontons triangulaires simples. 

## Fréquentation
En 2021, la fréquentation annuelle de la gare s'élevait à 18 000 voyageurs.

## Service des voyageurs

### Accueil
Elle dispose d'un bâtiment voyageurs, avec guichet. Elle est équipée d'automates pour l'achat de titres de transport. 
La gare dispose de la voie principale (voie 1) et de deux voies de dépassement (voies 2 et 3), avec deux quais latéraux pour les voies 1 et 2, reliés par un passage sur les voies. Une marquise métallique adossée au bâtiment principal couvre partiellement le quai latéral.

### Desserte
La gare est desservie par les trains des lignes RL3 et RL4 de Rodalies de Catalunya.

### Intermodalité
Elle est reliée à la gare routière de la ville par un passage souterrain.